# تريون
شركة تريون إنكوربوريتد (بالإنجليزية: Terayon Communication Systems, Inc)‏ كانت شركة تبيع معدات لشركات مزودة لخدمة الإنترنت معداتا لتوصل الصوت والصورة والبيانات عبر الإنترنت للمستخدمين المنزلين والشركات.
تم إنشاء الشركة عام 1993 لتأمين معدات تمنح قدرة الهاتف عبر كبلات وسرعة عالية في تواصل البيانات واشتراك مع الإنترنت. وفي عام 1999 بدأت الشركة بإستراتيجية لدخول مجال اتصالات الهاتفية وقمر الاصطناعي, ولكن أعادة التركيز على الاتصالت عبر الكبلات عام 2000.
و في نيسان عام 2002 تم سحب عرض أسهم من بورصة نازداك بسبب تقاريرها الاقتصادية المتأخرة. وتم شراء الشركة من قبل شركة موتورولا في حزيران عام 2007 بقيمة 140$ مليون.